# NGC 3745
NGC 3745 ist eine linsenförmige Galaxie vom Hubble-Typ SB(s)0-: im Sternbild Löwe an der Ekliptik, die schätzungsweise 421 Mio. Lichtjahre von der Milchstraße entfernt ist.
Die Galaxie NCG 3745 bildet zusammen mit NGC 3746, NGC 3748, NGC 3750, NGC 3751, NGC 3753 und NGC 3754 die Galaxiengruppe Arp 320 und ergänzt durch die Galaxie PGC 36010 die Hickson Compact Group (HCG) 57. Halton Arp gliederte seinen Katalog ungewöhnlicher Galaxien nach rein morphologischen Kriterien in Gruppen. Diese Galaxiengruppe gehört zu der Klasse Gruppen von Galaxien.
Die Galaxie wurde am 5. April 1874 von dem britischen Astronomen Ralph Copeland entdeckt.